# Groveland (Nueva York)
Groveland es un pueblo ubicado en el condado de Livingston en el estado estadounidense de Nueva York. En el año 2000 tenía una población de 3,853 habitantes y una densidad poblacional de 38 personas por km².

## Geografía
Groveland se encuentra ubicado en las coordenadas 42°39′53″N 75°46′11″O / 42.66472, -75.76972.

## Demografía
Según la Oficina del Censo en 2000 los ingresos medios por hogar en la localidad eran de $ 46,797 y los ingresos medios por familia eran $48,828. Los hombres tenían unos ingresos medios de $24,353 frente a los $26,477 para las mujeres. La renta per cápita para la localidad era de $13,433. Alrededor del 8.8% de la población estaban por debajo del umbral de pobreza.